# Церковь Святой Троицы (Дюссельдорф)
Церковь Святой Троицы (нем. Heilige Dreifaltigkeit) — католический дюссельдорфский храм, расположенный на территории правобережья Рейна, недалеко от центра города. Является центральным католическим храмом в административном районе Дерендорф.

## История

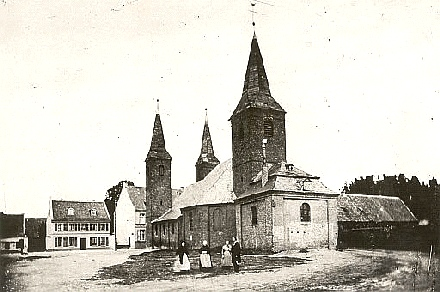
Свято-Троицкая церковь в 1880 году

Приход церкви во имя Святой Троицы был основан в 1691 году братьями-канониками Соммерсом (Sommers) и Варфоломеем фон Вайе (Bartholomäus von Weyer). Построенная в 1692-1693 году,  с двумя высоки башнями с западной (входной) стороны и башней над восточной алтарной частью, первоначально церковь располагалась на современной площади Мюнстер-плац (Münsterplatz).
Нынешняя церковь была построена в 1892–1893 годах по проекту архитектора Каспара Пиккеля.